# ليونيل ماريو دالفا
ليونيل ماريو دالفا (وُلِدَ في 22 يوليو 1935) هو سياسي من ساو تومي وبرينسيب،كان الرئيس المؤقت لساو تومي وبرينسيب لمدة 30 يومًا،وذلك من 4 مارس 1991 حتى 3 أبريل 1991،حيث تم استبداله بميغيل تروفوادا.